# Cynolebias altus
Cynolebias altus är en fiskart som beskrevs av Costa 2001. Cynolebias altus ingår i släktet Cynolebias och familjen Rivulidae. Inga underarter finns listade i Catalogue of Life.